# Kay (Awélé)
Pour les articles homonymes, voir Kay.
Le Kay est une variante haïtienne de l'Awélé.

## Règles
Chaque joueur a une rangée avec une case du milieu.
Au départ : mettre 4 cailloux dans chaque case
Le premier joueur prend les cailloux dans une de ses cases. Il sème un caillou dans chaque case (vers la gauche). 
Lorsqu'il met son dernier caillou, plusieurs cas :
- si la case était vide : le joueur perd son tour
- si la case contenait 3 cailloux, le joueur met alors le 4e caillou : il gagne ces cailloux et les met dans la case du milieu. Ensuite, le joueur choisit une autre case dans sa rangée et continue sur le même principe.
- de même, si la case contenait 3 cailloux, et la case précédente contenait 3 cailloux alors il gagne les 8 cailloux (etc.).
- sinon, le joueur récupère tous les cailloux de la dernière case et continue de jouer.
- si un joueur n'a plus de cailloux dans sa rangée alors que la partie n'est pas finie, l'autre joueur est obligé de lui mettre des cailloux.

Lorsqu’il n'y a plus que 8 cailloux dans le jeu, celui qui met les 4 avant-derniers gagne les 8 derniers (car impossible de jouer avec 4 cailloux
seulement).
La première partie est finie. Le joueur qui a gagné la partie (qui a récupéré les 8 derniers cailloux) commence à la partie suivante.
Pour la partie suivante :
Chaque joueur répartit les cailloux gagnés dans sa rangée, à partir de la droite : si un joueur a plus de 24 cailloux, il laisse le reste dans sa case
du milieu. Si un joueur a moins de 24 cailloux, il remplit le maximum de cases et met le gros caillou dans la première case vide.
Par exemple, si un joueur n'a gagné que 16 cailloux, il remplit 4 cases sur 6 et met le gros caillou sur la 5e case ⇒ le jeu se déroule maintenant sur 10 au lieu de 12 cases. (on saute la case avec le caillou et celles qui sont plus à gauche).
Ainsi de suite… jusqu'à ce qu'un joueur n'ait plus de caillou à la fin d'une partie.